# سینما یک
برنامه تلویزیونی «سینما یک» از سال ۱۳۸۲ با محوریت پخش فیلم‌های مطرح تاریخ سینمای جهان و نقد و بررسی آن‌ها تولید و پخش می‌شود. سری سوم این برنامه از فروردین سال ۱۳۹۶ روی آنتن رسانه ملی رفته‌است. «سینما۱» پنجشنبه شب‌ها ساعت ۲۲:۱۵ از شبکه یک سیما پخش می‌شود. این برنامه در «تأمین برنامه» شبکه یک سیما تولید شده‌است.

## تاریخچه
- سری اول سینما یک یا سینما ۱، برنامه‌ای تلویزیونی به تهیه‌کنندگی محمد حمیدی مقدم بود که بین سال‌های ۱۳۸۲ تا ۱۳۸۴ از شبکه اول سیمای جمهوری اسلامی ایران پخش می‌شد.
- سری دوم این برنامه سپس به تهیه‌کنندگی مهدی رحیمیان و با اجرای شاهرخ دولکو روی آنتن رفت.
- سومین سری از مجموعه برنامه سینما یک به تهیه‌کنندگی مهدی فرودگاهی (که یکی از عوامل اصلی سری اول سینما یک بود) تولید و پخش می‌شد.
- بعد از گذشت حدود ۲ سال سری چهارم آن در نوروز ۱۳۹۲به تهیه‌کنندگی علیرضا بختیان (مدیر تولید برنامه در دوره قبل و مدیر تولیدچنددوره مستند ۴ و سینما ۴) و اجراء کوروش سلیمانی تولید و مجدداً پخش آن آغاز شد و تا سال 1395 ادامه داشت .
- هم‌اکنون سری پنجم این برنامه از فروردین ۱۳۹۶ به تهیه کنندگی، سردبیری و اجرای غلامعباس فاضلی، منتقد و نویسنده سینمایی روی آنتن رسانه ملی می‌رود. در سری جدید این برنامه فیلم‌ها به انتخاب میهمان برنامه به نمایش درمی آید و سپس بررسی و تحلیل آن با حضور میهمان و مجری «سینما۱» انجام خواهد شد.

## میهمانان
خسرو دهقان، شهرام جعفری نژاد، مهدی فخیم زاده، بهروز افخمی، فریدون جیرانی، محمود گبرلو، محمدتقی فهیم، سعید مستغاثی، احمد طالبی نژاد، احمد ضابطی جهرمی، محسن فاطمی، عزیزالله حاجی مشهدی، مجید حسینی زاد، جواد طوسی، نرگس آبیار، احمد امینی، حسن حسینی، حجت الاسلام دکتر عبدالحسین خسروپناه و سعید قطبی زاده از جمله چهره‌های فرهنگی هستند که با انتخاب فیلم محبوب شان، در «سینما۱» حضور پیدا کرده‌اند.